# Маудуді (султан Газні)
Маудуді (*д/н — 1048/1049) — володар Газневідського султанату в 1041—1048/1049 роках. Повне ім'я Шихаб ад-Дін ва і Кутб-аль-мілла аль-Даула Абу'л-Фатх Маудуді ібн Масуд.

## Життєпис
Походив з династії Газневідів. Старший син султана Масуда I. Про дату народження нічого невідомо. У 1038 році оголошено спадкоємцем трону. У 1038—1040 роках брав участь у походах проти Сельджуків та Караханідів. Брав участь у битві при Дандакані 1040 року, де газневідське військо зазнало тяжкої поразки від армії сельджуків. Зміг врятуватися разом з батьком. Призначений валі (намісником) Балху. На цій посаді організував опір подальшому просуванню сельджукидського війська. В цей час Масуда I було повалено вояками, замість нього султаном став стрийко Маудуді — Мухаммад I.
Маудуді разом з загонами рушив проти нового султанату, якому завдав поразки у квітні 1041 року в області Нанграхар (неподалік від сучасного Джелалабаду). За наказом Маудуді стрийка та його родину страчено. Після цього той став новим султаном Газні. Проте ця боротьба відволікла війська з півночі держави. Цим скористалися сельджукиди на чолі з Чагрі-беком, що захопив Балх. Водночас про незалежність оголосив брат Маудуді — Мадждуд, що став султаном в Лахорі, захопивши індійську частину Газневідської держави.
Новий володар основні зусилля зосередив на боротьбі проти Сельджуків. У 1042 році він зміг відвоювати Балх і Герат. Проте в цей час в Сістані почалося повстання на чолі з династією Насридів. Останнім на допомогу прибув муса Ябгу з роду Сельджукидів. Втім у 1043 році газневідському війську на чолі з Абу-Саїдом Тогрулом вдалося повернути під владу Газні цю область. Також військові дії самого султана змусили Ібрагіма ібн Насра, володаря Караханідів, визнати свою зверхність.
Наприкінці 1043 року знову почалися бойові дії в Тохарістані із вторгнення сюди Алп-Арслана, небожа сельджуцького султана Тогрула I. Зрештою протягом 1044 року війська Газні зазнали поразки та змушені були залишили області Герату і Балху, а незабаром Сістан відколовся від султанату, визнавши зверхність Сельджукидів.
У 1045 році після смерті брата Мадждуда вдерся до Пенджабу, де біля Лахору завдав поразки індуським раджам Канґри, Гансі та Тханесару, що спробували відвоювати свої землі у мусульман. Після цього султан Маудуді придушив повстання ісмаїлітів, якы намагалися створити в Лахорі власну державу. У 1046 році завдав поразки Гурідам, що спробували здобути самостійність. У 1047 році було придушено повстання в долині Кусдар, а 1048 році знову підкорено державу Баміан.
Відновивши єдність держави, Маудуді продовжував політику щодо повернення під владу Хорасану і Тохарістану. Помер у грудні 1048 року або у січні 1049 року під час нового походу він помер. Новим султаном став його син Масуд II.